# Percy Wyndham Lewis
Percy Wyndham Lewis (ur. 18 listopada 1882 na jachcie w pobliżu Amherst w Nowej Szkocji, zm. 7 marca 1957 w Londynie) – angielski pisarz, krytyk literacki i malarz.

## Życiorys
Ok. 1893 przybył do Londynu, po separacji rodziców. Uczył się w londyńskiej szkole artystycznej, później praktykował malarstwo w Paryżu, gdzie zainteresował się kubizmem i ekspresjonizmem. W 1908 wrócił do Londynu, po czym zaczął pisać historie satyryczne, a jednocześnie rozwijał styl malarski. Był jednym z pionierów brytyjskiej sztuki nowoczesnej. Tworzył portrety i kompozycje graniczące z abstrakcją, złożone ze zgeometryzowanych rytmicznych form, 1914-1915 wraz z Ezrą Poundem wydawał pismo "Blast"; był również wydawcą innych awangardowych czasopism literackich. Wyrażał sympatie do faszyzmu i Hitlera, czym zraził do siebie środowisko literackie. W 1939 podróżował wraz z żoną do USA, skąd następnie udał się do Kanady; wrócił do Anglii po zakończeniu wojny. Był przeciwnikiem zarówno tradycjonalizmu, jak i mody w sztuce, oraz głównym przedstawicielem wortycyzmu - kierunku łączącego elementy kubizmu i futuryzmu, którego literackim wyrazem stała się jego satyryczno-groteskowa powieść Tarr (napisana w 1915, wydana w 1918). Jest również autorem opowiadań, powieści, esejów, artykułów polemicznych i szkiców autobiograficznych, m.in. Rude Assignment z 1950.